# Episodi di Alcoa Presents: One Step Beyond (seconda stagione)
La seconda stagione della serie televisiva Alcoa Presents: One Step Beyond è stata trasmessa in anteprima negli Stati Uniti d'America dalla ABC tra il 15 settembre 1959 e il 21 giugno 1960.
| nº | Titolo originale                         | Titolo italiano | Prima TV USA      | Prima TV Italia |
| -- | ---------------------------------------- | --------------- | ----------------- | --------------- |
| 1  | Delusion                                 |                 | 15 settembre 1959 |                 |
| 2  | Ordeal on Locust Street                  |                 | 22 settembre 1959 |                 |
| 3  | Brainwave                                |                 | 6 ottobre 1959    |                 |
| 4  | Doomsday                                 |                 | 13 ottobre 1959   |                 |
| 5  | Night of the Kill                        |                 | 20 ottobre 1959   |                 |
| 6  | The Inheritance                          |                 | 27 ottobre 1959   |                 |
| 7  | The Open Window                          |                 | 3 novembre 1959   |                 |
| 8  | Message from Clara                       |                 | 10 novembre 1959  |                 |
| 9  | Forked Lightning                         |                 | 17 novembre 1959  |                 |
| 10 | Reunion                                  |                 | 24 novembre 1959  |                 |
| 11 | Dead Ringer                              |                 | 1º dicembre 1959  |                 |
| 12 | The Stone Cutter                         |                 | 8 dicembre 1959   |                 |
| 13 | Father Image                             |                 | 15 dicembre 1959  |                 |
| 14 | Make Me Not a Witch                      |                 | 22 dicembre 1959  |                 |
| 15 | The Hand                                 |                 | 29 dicembre 1959  |                 |
| 16 | The Justice Tree                         |                 | 5 gennaio 1960    |                 |
| 17 | Earthquake                               |                 | 12 gennaio 1960   |                 |
| 18 | The Forests of the Night                 |                 | 19 gennaio 1960   |                 |
| 19 | Call from Tomorrow                       |                 | 26 gennaio 1960   |                 |
| 20 | Who Are You?                             |                 | 2 febbraio 1960   |                 |
| 21 | The Day the World Wept-The Lincoln Story |                 | 9 febbraio 1960   |                 |
| 22 | The Lovers                               |                 | 16 febbraio 1960  |                 |
| 23 | Vanishing Point                          |                 | 23 febbraio 1960  |                 |
| 24 | The Mask                                 |                 | 1º marzo 1960     |                 |
| 25 | The Haunting                             |                 | 8 marzo 1960      |                 |
| 26 | The Explorer                             |                 | 15 marzo 1960     |                 |
| 27 | The Clown                                |                 | 22 marzo 1960     |                 |
| 28 | I Saw You Tomorrow                       |                 | 5 aprile 1960     |                 |
| 29 | Encounter                                |                 | 12 aprile 1960    |                 |
| 30 | The Peter Hurkos Story (Part 1)          |                 | 19 aprile 1960    |                 |
| 31 | The Peter Hurkos Story (Part 2)          |                 | 26 aprile 1960    |                 |
| 32 | Delia                                    |                 | 3 maggio 1960     |                 |
| 33 | The Visitor                              |                 | 10 maggio 1960    |                 |
| 34 | Gypsy                                    |                 | 17 maggio 1960    |                 |
| 35 | Contact                                  |                 | 24 maggio 1960    |                 |
| 36 | The Lonely Room                          |                 | 31 maggio 1960    |                 |
| 37 | House of the Dead                        |                 | 7 giugno 1960     |                 |
| 38 | Goodbye Grandpa                          |                 | 14 giugno 1960    |                 |
| 39 | The Storm                                |                 | 21 giugno 1960    |                 |